# Setabis flammula
Setabis flammula is een vlindersoort uit de familie van de prachtvlinders (Riodinidae), onderfamilie Riodininae.
Setabis flammula werd in 1868 beschreven door H. Bates.